# Naledź

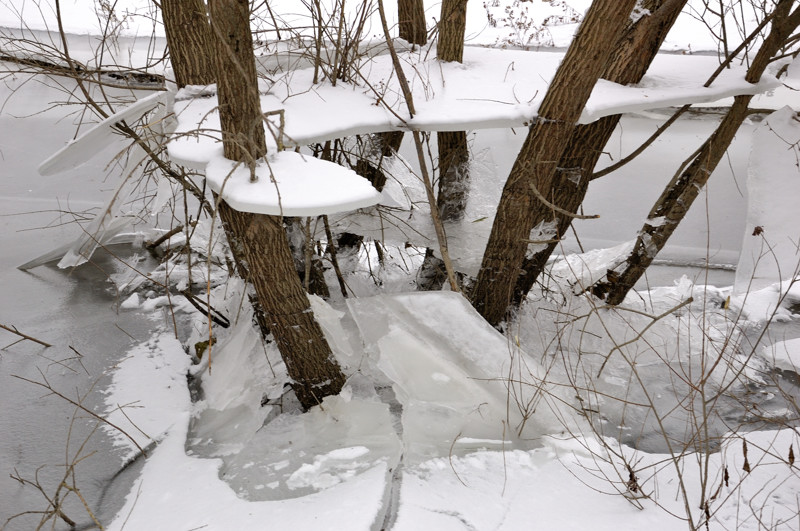
Naledź

Naledź – warstwa lodu, która powstaje zimą przez zamarzanie wody gruntowej, wyciskanej spod wierzchniej warstwy gruntu.
Może także powstawać na rzece lub jeziorze, wtedy woda jest wyciskana spod pokrywy lodowej tworząc nad nią druga taflę. W takim przypadku pomiędzy dwoma płaszczyznami zmarzliny często gromadzi się woda. Zjawisko to spotykane jest m.in. na Syberii.